# 豊岬駅

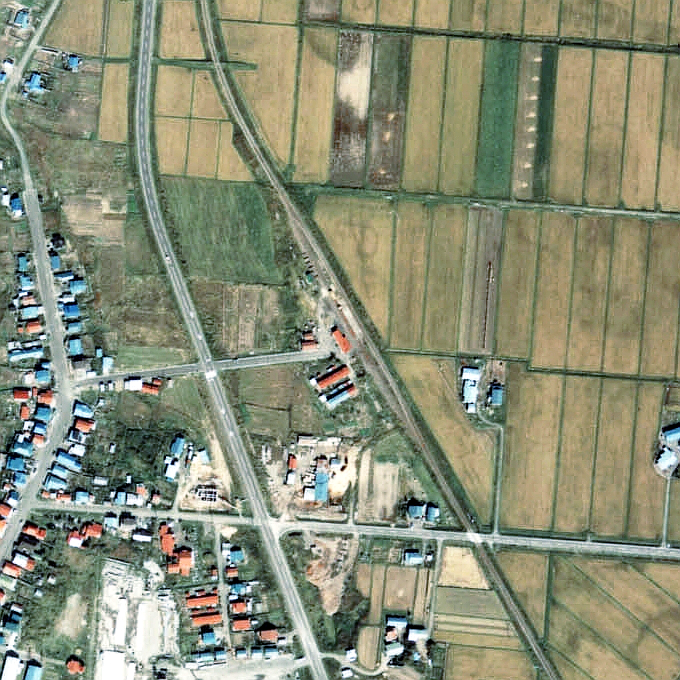
1977年の豊岬駅と周囲約500m範囲。上が幌延方面。豊岬地区の北側にあり、周囲は稲作地帯である。既に無人駅になって年月が経つが、島式ホームの駅舎側本線は残されている。

豊岬駅（とよさきえき）は、北海道苫前郡初山別村字豊岬にかつて設置されていた、日本国有鉄道（国鉄）羽幌線の駅（廃駅）である。電報略号はトキ。事務管理コードは▲121620。

## 歴史
- 1958年（昭和33年）10月18日 - 日本国有鉄道羽幌線の初山別駅 - 遠別駅間延伸開通に伴い、開業[1]。一般駅[1]。
- 1970年（昭和45年）9月7日 - 貨物・荷物取扱い[1][3]と交換設備を廃止。同時に無人化[4]（簡易委託化）。
- 1985年（昭和60年）頃 - 簡易委託による乗車券販売が中止される。
- 1987年（昭和62年）3月30日 - 羽幌線の全線廃止に伴い、廃駅となる[1]。

### 駅名の由来
所在地名から。この地の岬の付近でニシンがよく取れたころに命名されたという。

## 駅構造
廃止時点で、島式ホーム片面使用の1面1線を有する地上駅であった。ホームは、線路の西側（幌延側に向かって左手側）に存在した。かつては、島式ホーム1面2線を有する列車交換可能な職員配置駅であった。使われなくなった駅舎側の1線は、交換設備運用廃止後も側線として残っていた。
無人駅となっていたが、有人駅時代の駅舎が残っていた。駅舎は構内の西側に位置し、ホーム南側とを結ぶ構内踏切で連絡した。

## 駅周辺

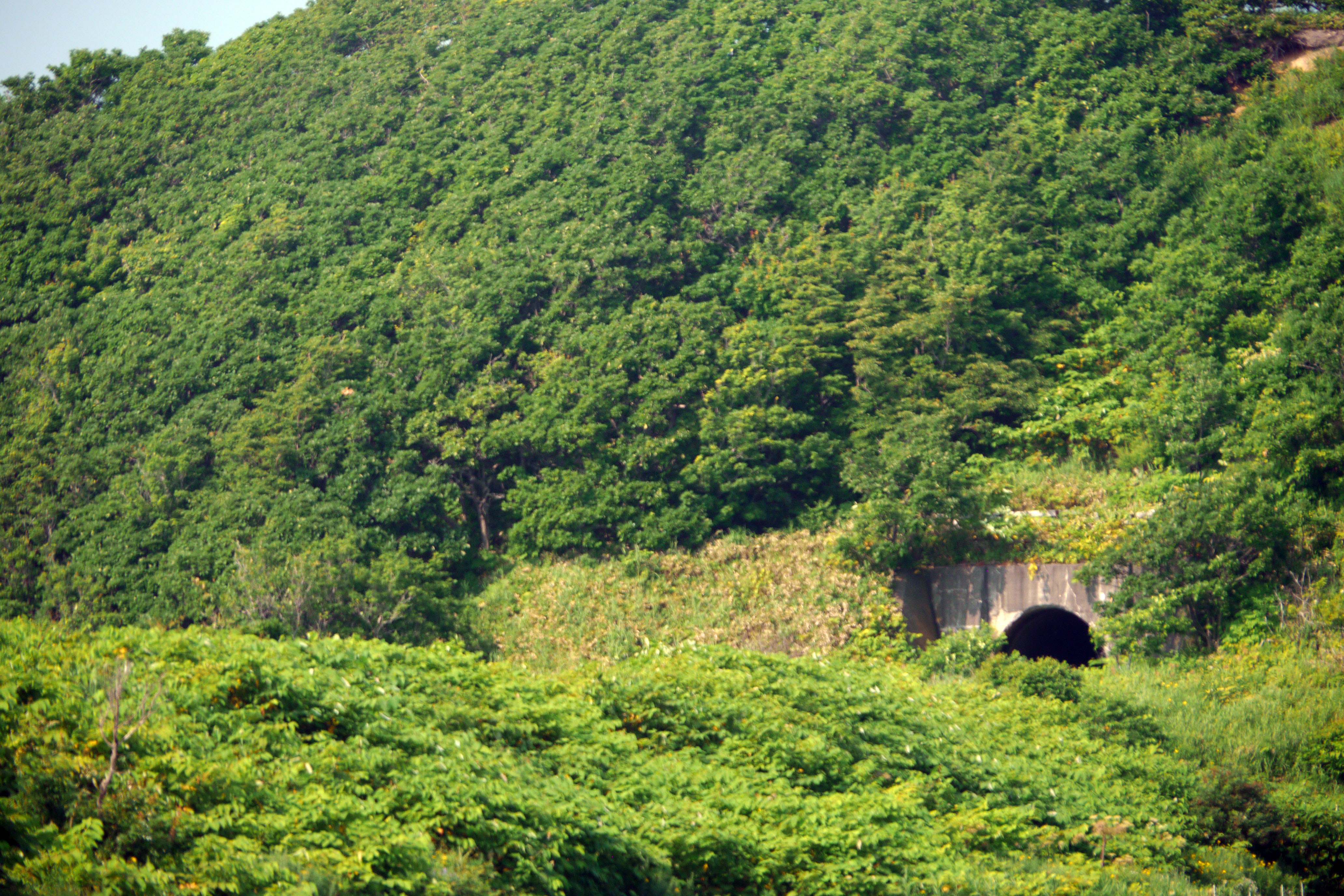
大沢トンネル（2011年）駅の北方に所在

- 国道232号（天売国道／日本海オロロンライン）
- 豊岬郵便局
- 初山別村立豊岬中学校　※現在は初山別中学校に統合
- 初山別村立豊岬小学校　※現在は初山別小学校に統合
- 岬温泉 - 駅から約1.5km[6]。
- 金比羅岬 - 駅から南西に約2.4km[6]。現在は、道の駅☆ロマン街道しょさんべつとしょさんべつ天文台、みさき温泉などがある。
- 風連別川
- 沿岸バス「豊岬」停留所

## 駅跡
1999年（平成11年）時点で、駅前への道路のみ存在していた。現在は、豊岬木材工業株式会社の木材などの資材置場になっている。

## 隣の駅
日本国有鉄道
羽幌線
初山別駅 - 豊岬駅 - 天塩大沢駅